# Tartă cu sirop de zahăr
Tarta cu sirop de zahăr este un desert tradițional englezesc cu sirop de zahăr (sirop auriu) și umplutură de pesmet, totul într-un înveliș de patiserie, în mod tradițional cu niște zăbrele de patiserie pe deasupra. Multe rețete mai adaugă umpluturii și suc de lămâie.
Tartele cu sirop de zahăr se mănâncă în mod normal când sunt fierbinți, cu cremă de lapte, frișcă sau înghețată.